# Rudolf Ladenburg

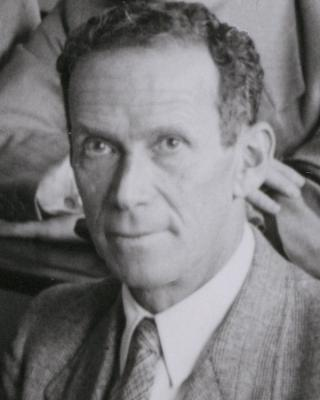
Rudolf Ladenburg, 1937

Walter Rudolf Ladenburg (* 6. Juni 1882 in Kiel; † 3. April 1952 in Princeton, New Jersey, USA) war ein deutscher, nach der Emigration amerikanischer Physiker.

## Familie
Ladenburg entstammte der bekannten jüdischen Familie Ladenburg aus Mannheim und war der Sohn des Chemikers Albert Ladenburg und der Margarethe Pringsheim (1855–1909).

## Leben
Er war Student bei Wilhelm Conrad Röntgen, promovierte und habilitierte zum Professor.
Im Ersten Weltkrieg leitete er die von ihm gegründete Schallmessabteilung der Artillerieprüfungskommission in Berlin. Zu dem wissenschaftlichen Stab der Abteilung gehörten zunächst Max Born, damals Extraordinarius in Berlin, und dann Borns früherer Schüler Alfred Landé sowie Fritz Reiche, Erwin Madelung und Erich Waetzmann. Die Aufgabe dieser Abteilung bestand darin, die möglichen Anwendungen verschiedener Methoden „wissenschaftlicher Messung“ – optische, akustische, seismometrische, elektromagnetische usw. – zu prüfen. Um die Position eines feuernden Geschützes zu ermitteln, wurde insbesondere ein Schallmessverfahren ausgearbeitet und dann an der Front eingeführt.

Palmer Physical Laboratory an der Princeton University

1924 übernahm Ladenburg die Abteilung für Atomphysik am Kaiser-Wilhelm-Institut für Physikalische Chemie und Elektrochemie (seit 1948: Fritz-Haber-Institut der Max-Planck-Gesellschaft) in Berlin-Dahlem. Hier gelang ihm 1928 der erste experimentelle Nachweis der stimulierten Emission von Strahlung, welche Albert Einstein zwölf Jahre zuvor in die Quantentheorie der Strahlung eingeführt hatte.
1932 folgte er einem Ruf an die Universität Princeton, New Jersey (USA) und leitete das Palmer Physical Laboratory. 1931 wurde er Fellow der  American Physical Society (APS).
In den USA arbeitete Rudolf Ladenburg als Experte auf dem Gebiet von Seeminen und Torpedos sowie Abwehrmaßnahmen gegen diese Waffen zusammen mit John von Neumann und wohl auch Albert Einstein an der Entwicklung eines Luftspiegelungseffekts („Fata Morgana“). Das National Defense Research Committee („Manhattan-Projekt“) wollte Anfang 1940 von ihren Physikern Berechnungen, um die Stärke des Feldes und die praktische Wahrscheinlichkeit zu verifizieren, das Licht derart zu krümmen, dass ein solcher Effekt erzielt werden konnte.
Am 28. Mai 1950 wurde Ladenburg im Beisein Einsteins in den Ruhestand verabschiedet.